# La Fiebre del Fútbol
La Fiebre del Fútbol (en España, Fiebre de fútbol) o Soccer Fever (サッカーフィーバー) es un anime de 51 episodios producido por el estudio de animación TMS Entertainment. Además contó con la participación de la RAI y TMS-Kyokuchi y se transmitió por NHK. Este anime es parte de la antología Eisei Anime Gekijou.
La versión latinoamericana se transmitió en Chile por el canal ETC y en México por el canal Unicable y el Canal 9 de San Luis Potosí doblada en Los Ángeles por VDI - Point. 360
En España se emitió a través de algunas televisiones autonómicas con un doblaje grabado de Sevilla para Canal Sur Televisión.
El tema musical de apertura es Ciao Ciao America, interpretada por Douglas Meakin. En el argumento narra las vivencias de Brian Thompson, periodista deportivo inglés que recorre los campeonatos mundiales de fútbol de 1930 a 1990.

## Argumento
Cuando la copa mundial de fútbol, se recibe en Estados Unidos, se pensó que esta no tendría el éxito que ha tenido en otros países, muy en especial por uno de los que llevó esto a Norteamérica, Jim Ackerrman, pensando en la posibilidad del fracaso, Jim se conecta con un amigo y periodista de toda la vida, el inglés Brian Thompson, quien en ese entonces se encontraba retirado y entrenando a un equipo de fútbol para niños (Las superestrellas), Jim lo intenta de convencer, pero Brian en un principio no se encuentra dispuesto a ayudarlo, con la ayuda de los niños, entre los que se encuentran sus bisnietos Tim Y Alice, y también de Floppy, logra redactar la historia de los mundiales desde el mundial de Uruguay de 1930 hasta el mundial de Italia de 1990, los cuales son insertados en los periódicos de Estados Unidos, con la idea de conocer la historia de la copa del mundo, agregando algunas anécdotas de parte de Thompson.

## Personajes
- Brian Thompson (Inglaterra): Es el protagonista principal de la historia, es un reportero de un diario de Londres, el cual ha cubierto todas las copas del mundo según la historia desde Uruguay en 1930, hasta Italia en 1990. Al principio de la historia se le ve en compañía de su perro, Dick, sus padres fallecieron cuando era pequeño, es criado y educado por su tío Randolph, la particularidad de Brian era que tenía un amplio conocimiento del periodismo, como así una serie de situaciones que se dan conforme a la historia. Está inspirado en el periodista uruguayo Eugenio Figuereido, que asistió a todos los mundiales disputados hasta 1994, falleciendo dos años después.

- Dick: Es la inseparable mascota de Brian y de su familia, es un pastor inglés bobtail que ha pasado de generación en generación, cuando el reportero era joven, se muestra a su primera generación que se caracterizaba por tener un pelaje de color blanco y gris, la última generación, muestra a un Dick hembra de pelaje Rosa y blanco con listones, entre medio de la historia da a luz cuatro cachorros, los cuales proseguirán con la dinastía, cuida a su amo y familia con mucho recelo, y en ocasiones muestra sus dotes de fútbol. Tiene muchos amigos entre los perros del vecindario donde vive.

- Jim Ackerrman (Estados Unidos): Es un empresario millonario y amante del fútbol, conoció a Brian en Uruguay, la primera copa del mundo, entabla un fuerte lazo de amistad con el inglés, y desde ese entonces sueña con la idea de llevar el evento a un país sin tradición futbolera, cuando llega el mundial a tierras norteamericanas, duda si tendrá éxito el evento, hasta que decide pedirle ayuda al reportero. Es un guiño a Alan Rothenberg, que jugó un activo papel para conseguir la sede del mundial para Estados Unidos.

- Arnold Bakker (Escocia): El rival de Brian y también reportero del mismo periódico donde comparten el trabajo, siempre busca la manera de triunfar (y no de una manera honesta) por sobre Thompson, pero nunca lo logra, también se involucra en muchas anécdotas, tiene un hijo, Arnold Bakker júnior, que, también, trata de hacer la vida imposible al protagonista.

- Mary White: Es una reportera que cubre diversos eventos deportivos para la BBC. Conoce a Brian en Berlín, durante los Juegos Olímpicos de 1936, y a pesar de las maquinaciones de Arnold Baker, se enamora y se casa con Brian. Tienen una niña llamada Susan. Muere durante un bombardeo de los nazis a Londres.

- Kim Felton: Es la hija de Susan y nieta de Brian. Posteriormente se casa con Jack Felton y tienen un niño llamado Tim y una niña llamada Alice. Cuando pequeña acompañó a su abuelo a algunas copas como la de 1970, e incluso colabora en algunas de las notas, cuando entrevista a conocidos de Garrincha o a los jugadores argentinos que se preparaban para la final del Mundial de 1990.

- Jack Felton: Es el marido de Kim, y un personaje bastante atípico, pues no gusta del fútbol, tanto es así que realiza un vergonzoso papel dirigiendo un partido de sus compañeros de trabajo, haciendo la vista gorda a faltas cometidas por su jefe.

## Episodios
| #  | Título                                                                                     | Sinopsis |
| -- | ------------------------------------------------------------------------------------------ | --- |
| 1  | La aventura del Mundial L'avventura del Mundial 1930年 ワールドカップへの旅                | |
| 2  | Montevideo 1930 1930 Montevideo 1930年 第一回ウルグアイ大会                                | |
| 3  | La copa Jules Rimet La coppa di monsieur Rimet 1930年 栄光のリメカップ                     | |
| 4  | Un portero para el Mundial Un portiere per il Mundial 1934年 鉄壁のゴールキーパー          | |
| 5  | Roma 1934 1934 Roma 1934年 イタリア大会                                                    | |
| 6  | Un partido a repetir Una partita da rifare 1934年 因縁の再試合                             | Thomson habla del partido del Mundial de 1934 entre Italia y España, que terminó con un marcador de 1-0 para los italianos. |
| 7  | La Copa a Italia La coppa all'Italia 1934年 イタリアの光と影                               | Relato del partido en el que Italia venció a Checoslovaquia, gracias al portero italiano Gianpiero Combi, quien regaló al periodista la camiseta de su jugador.                                                                                     |
| 8  | Los ingleses aceptan el reto Gli inglesi accettano la sfida 1934年 チャンピオンの挑戦      | Historia del partido amistoso de 1934 entre Inglaterra e Italia, en el que los ingleses ganaron |
| 9  | El antílope de ébano L'antilope nera 1936年 黒いアンテロープ                               | Thomson recibe por correo un vídeo que contiene la historia completa de los Juegos Olímpicos de Berlín celebrados durante el nazismo, con la victoria de Jesse Owens, un atleta negro estadounidense.                                               |
| 10 | París 1938 1938 Parigi 1938年 フランス大会                                                 | |
| 11 | El Mundial llega a Marsella Il Mundial va a Marsiglia 1938年 マルセイユの激闘              | Thompson relata su experiencia como reportero en la semifinal del Mundial de 1938 entre Italia y Brasil, disputada en Marsella y que terminó 2-1 con goles de Colaussi, Meazza y Romeu.                                                             |
| 12 | Gran final en el Moulin Rouge Gran finale al Moulin Rouge 1938年 友情は国境を越えて        | Thomson les cuenta a sus nietos sobre la final de la Copa del Mundo de 1938 en París, donde Italia venció a Hungría por 4-2. |
| 13 | Investigación de Leônidas Inchiesta su Leonidas 1938年 汚名を着せられたチャンピオン        | Thompson relata cómo fue enviado a Brasil para investigar la misteriosa desaparición del futbolista brasileño Leônidas da Silva |
| 14 | Los últimos días de paz Gli ultimi giorni di pace 1939年 最後の平和な日々                  | Thompson les cuenta a sus nietos sobre el partido entre Italia e Inglaterra que tuvo lugar en Milán en 1939 y terminó con un empate 2-2. |
| 15 | Los chicos van a la guerra I ragazzi vanno alla guerra 1940年 戦士の休息                   | |
| 16 | El secreto de Brian Il segreto di Brian 1942年 ブライアンの秘密                            | Thompson, al ver a su nieta luciendo la joya de su abuela, revela un secreto que lleva dentro desde hace mucho tiempo. |
| 17 | Desafío en Belo Horizonte Sfida a Belo Horizonte 1950年 ベロ・ホリゾンテの挑戦             | partido del Mundial de 1950 entre Inglaterra y Estados Unidos]]. |
| 18 | Ademir la estrella de Río Ademir la stella di Rio 1950年 ダイナマイトと呼ばれた男          | Durante la Copa Mundial de la FIFA de 1950 celebrada en Brasil, Thompson fue enviado por su periódico para entrevistar al famoso futbolista brasileño Ademir                                                                                        |
| 19 | Maracaná, Maracaná Maracanà Maracanà 1950年 マラカナスタジアムの大暴動                     | Thompson cuenta al equipo que entrena y al equipo contrario la historia de un balón de recuerdo de la final jugada en Río de Janeiro durante el Mundial de 1950, entre Brasil y Uruguay.                                                            |
| 20 | El rugido inútil de Wembley L'inutile ruggito di Wembley 1953年 ウェンブリーのむなしき叫び | Los chicos entrenados por Thompson juegan contra el Rangers en el legendario estadio de Wembley. El resultado de 3-0, en la memoria del ex-periodista, recuerda el amistoso previo al Mundial de 1953, cuando Hungría derrotó a Inglaterra por 6-3. |
| 21 | Detener a Hungría Fermate l'Ungheria 1954年 ストップ!ハンガリー                            | Thompson recuerda el Mundial de 1954 disputado en Suiza y relata los distintos intentos por hacerse con el cuaderno del seleccionador húngaro, Gusztáv Sebes, y descubrir los secretos del equipo favorito para ganar la final.                     |

## Errores
La serie tiene varios errores que solo pueden ser vistos por gente que conoce de la historia de los campeonatos mundiales.
- En las apariciones de Brasil anteriores a 1954, este aparece jugando con la camiseta verde y amarillaen lugar de la camiseta blanca con cuello azul. El diseño actual comenzó a utilizarse después del Maracanazo, la final perdida contra Uruguay en la Copa del Mundo de 1950, sustituyendo a la tradicional camiseta blanca con cuello azul.
- Estados Unidos no renunció a participar en la Copa del Mundo de 1958 por la presencia de la URSS, simplemente fueron eliminados en la fase de clasificación.
- Se mencionan las causas que llevaron a exacerbar los ánimos en la Batalla de Santiago, en el mundial de 1962, pero no se señala nunca que el árbitro fue inglés (Ken Aston).
- En el capítulo El virus del fútbol se muestra como Arnold Baker va en busca de un tesoro y se interna en territorio araucano. Allí es atrapado y es rescatado en el momento en el que iba a ser sacrificado al Pillán. Los mapuches no realizaban sacrificios humanos.
- En el capítulo Un campeón como Pelé se señala que Pelé fue lesionado en el partido ante Portugal. En verdad, Pelé fue lesionado en el primer partido contra los búlgaros, en el cual Brasil ganó 2-0. Por otro lado, Paulinho menciona que vive en una ciudad llamada Santos, cuando Santos es un barrio de Sao Paulo.